# Diktiosom

Diktiosom aparatu Golgiego

Diktiosom, stos Golgiego – występujący u wszystkich organizmów eukariotycznych element aparatu Golgiego składający się z 5-8 łukowato wygiętych, spłaszczonych cystern oraz odpączkowujących pęcherzyków. Ich liczba zależy od aktywności wydzielniczej komórki. W diktiosomie wyróżniane są dwa bieguny: cis (formowania) i trans (dojrzewania).
Diktiosom tworzy się z siateczki śródplazmatycznej, do której zwrócony jest wypukłą częścią. Strona wklęsła (strona trans) cysterny pełni funkcje m.in. przyłączania reszt cukrowych do struktur białkowych, a gdy się oderwą od diktiosomu przenoszą związki potrzebne w innych częściach komórki.
Niektóre jednokomórkowe glony mają pojedynczy diktiosom w okolicy jądra. W komórkach merystematycznych wierzbownicy kosmatej podczas interfazy występuje około 20 diktiosomów. W komórkach wydzielniczych czapeczki korzenia u kukurydzy występuje około 500 diktiosomów.